# Pro Display XDR
Pro Display XDR是蘋果公司于2019年12月10日發售的一款32英寸平板電腦熒光幕。該公司在2019年6月3日的苹果全球开发者大会上宣佈將推出Pro Display XDR与第三代Mac Pro。Pro Display XDR是自Apple Thunderbolt Display于2016年停产以来蘋果推出的第一款電腦熒光幕。

## 概述

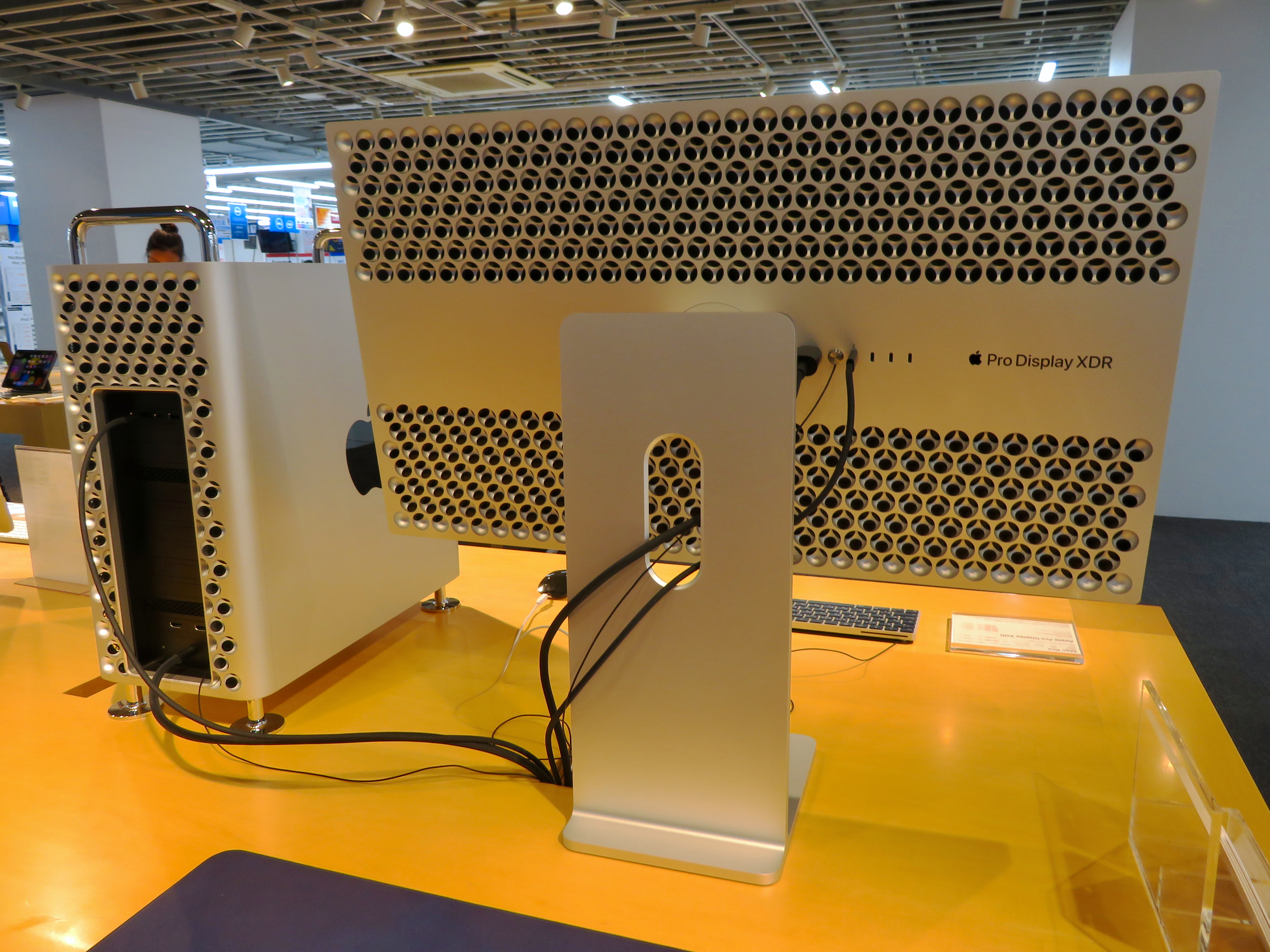
Pro Display XDR的背面，通过雷雳3连接到一台Mac Pro

苹果VESA挂架，使用磁力系统来挂载显示器

Pro Display XDR包含6016×3384 6K解析度颜色校准的面板，其后盖有着与第三代Mac Pro相似的格子形状的散热孔。为了提高对比度和HDR功能，它使用蓝色LED代替白色作为背光源，刷新率高于显示器本身，并且包含“定制透镜和反射镜”系统。前面提到的晶格用作散热器：苹果公司表示，这种设计为显示器提供了足够的热管理，使其可以在整个螢幕上以1000尼特的亮度“无限期”运行，在温度低于25°C（77°F）的环境中最高可以达到1600尼特。该显示器可提供可选的激光蚀刻“纳米纹理”玻璃饰面，以减少眩光。纳米纹理版本需要显示器随附的定制“干抛光布”，以对其进行清洁。 
這部顯示器的機背有一個Thunderbolt 3埠（USB-C接頭規格）與三個USB-C埠。Thunderbolt 3與電腦連接以顯示畫面，雖然Mac與PC平台皆可連接使用，但一些軟體功能只支援macOS Catalina 10.15.2或後續版本之作業系統。三個USB-C埠可用於充電或同步用。
Apple的显示器VESA安装适配器使用磁性系统安装显示器。支架可以作为附件单独购买，即“ VESA安装适配器”或“ Pro Stand支架”。两者都使用专有的磁铁系统来固定显示器。Pro Stand可进行高度调节和旋转，并包括一个锁定开关，当螢幕有足够的间隙可旋转90度时，该锁定开关可释放旋转。螢幕中的传感器会自动将用户界面旋转为纵向模式。苹果与罗技合作开发了一个4K网络攝影機，该攝影機可以以磁性方式附着在螢幕顶部 。